# Vihorlatský prales

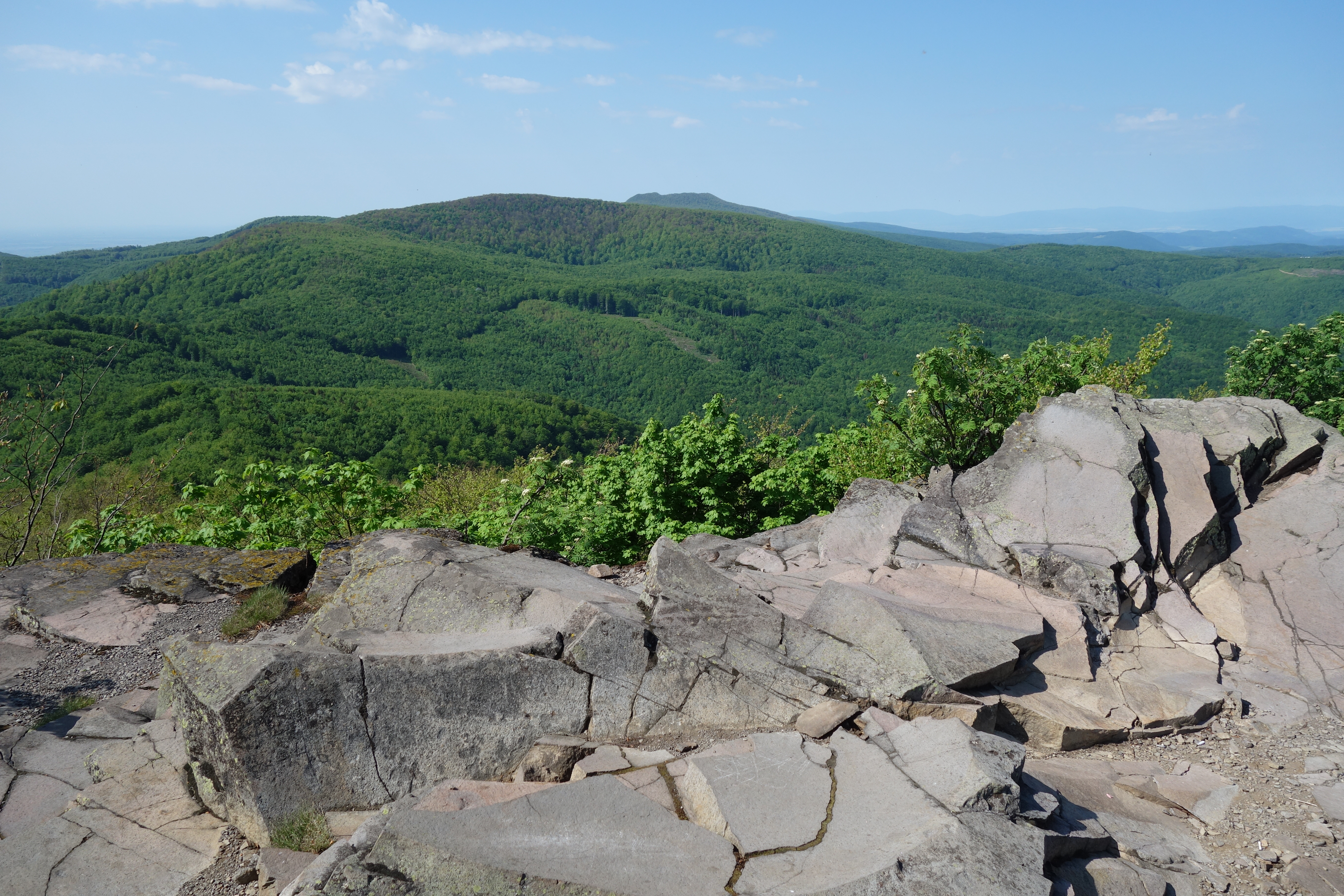
Blick auf Motrogon und Vihorlat vom Gipfel des Sninský kameň

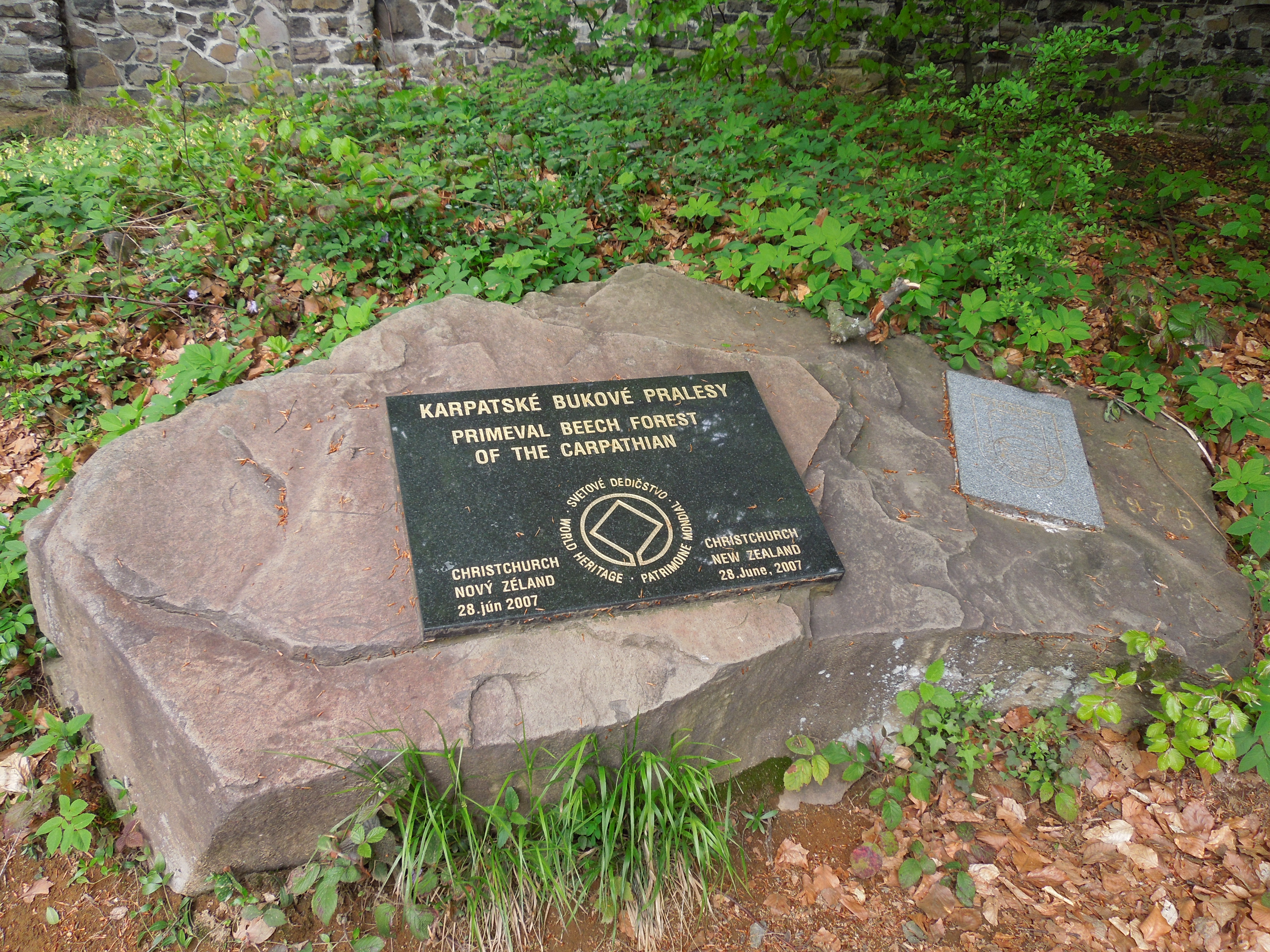
Gedenktafel am Ufer des Sees Morské oko

Vihorlatský prales (wörtlich Urwald von Vihorlat), kurz auch Vihorlat, ist der Name eines Gebiets im Osten der Slowakei, das 2007 zum Teil der UNESCO-Welterbestätte „Buchenurwälder in den Karpaten“ (heute Alte Buchenwälder und Buchenurwälder der Karpaten und anderer Regionen Europas) wurde. Es befindet sich im Gebirge Vihorlatské vrchy beiderseits des Hauptkamms, vom Berg Vihorlat (1076 m n.m.) im Südwesten und verläuft weiter nordostwärts beziehungsweise ostwärts über die Gipfel des Motrogon (1018 m n.m.), Sninský kameň (1006 m n.m.) und Nežabec (1023 m n.m.). Dort verzweigt sich das Gebiet, mit einem Ast Richtung Berg Veža (923 m n.m.) und dem anderen zum Berg Fedkov (978 m n.m.). Das ganze Gebiet gehört zum Landschaftsschutzgebiet Vihorlat.
Gegenstand des Schutzes sind vor allem Buchenurwälder, wobei einzelne Bäume bis mehr als 240 Jahre alt sind. Auch Bestände von Gemeinen Fichten, Berg-Ahornen und Eschen sind anzutreffen. Hier wachsen Pflanzen wie Wald-Bingelkraut, Krainer Tollkraut, Alpenrachen (Tozzia alpina subsp. carpathica), Glockenblumen (Campanula serrata), Türkenbund und Blausterne (Scilla kladnii).
Zum Zeitpunkt der Nominierung betrug die Fläche des Gebiets, das schließlich auch zum UNESCO-Welterbe erklärt wurde, 2578 ha. Die 2413 ha große Schutzzone wurde hingegen nicht Teil des UNESCO-Welterbes.
Zum 15. September 2020 trat die Verordnung 237/2020 der Regierung der Slowakischen Republik in Kraft, mit der das Naturreservat Vihorlatský prales gegründet wurde. Es gliedert sich in drei Teile: 1574,56 ha große Zone A unter der strengsten fünften Stufe, 586,02 ha große Zone B unter der vierten Stufe sowie 246,12 ha große Schutzzone unter der dritten Stufe, insgesamt ca. 2406,7 ha. Per Verordnung sind diese Gebiete als Teil der UNESCO-Welterbestätte „Alte Buchenwälder und Buchenurwälder der Karpaten und anderer Regionen Europas“ zu verstehen. Das Naturreservat befindet sich auf dem Gebiet der Katastralgemeinden Valaśkovce-juh, Valaškovce-stred und Valaškovce-sever (alle Teil des Militärgebiets Valaškovce) im Okres Humenné; Zemplínske Hámre, Kolonica, Ladomirov, Snina, Stakčín und Strihovce im Okres Snina; Poruba pod Vihorlatom im Okres Michalovce; Remetské Hámre und Vyšná Rybnica im Okres Sobrance.
Mit der Gründung des Naturreservats Vihorlatský prales wurden zugleich folgende kleinräumige Naturschutzgebiete auf dessen Gebiet aufgelöst: Nationale Naturreservate Vihorlat, Motrogon, Postávka und Morské oko, Naturreservate Jedlinka, Baba pod Vihorlatom und Pod Tŕstim sowie Naturdenkmale Malé Morské oko und Sninský kameň.